# Регаліцератопс
Регаліцератопс (Regaliceratops peterhewsi) — єдиний вид птахотазових динозаврів з роду Regaliceratops, родини Цератопсиди (Ceratopsidae). Скам'янілості, зокрема череп динозавра, знайшли у 2005 році біля річки Олдмен в канадській провінції Альберта, проте на вилучення останків з товщі міцних порід, на їхнє дослідження та опис пішло майже десять років. Вид описали у 2015 році. Голотип (череп) зберігають у Королівському Тиррелівському музеї палеонтології.

## Опис
Мешкав регаліцератопс приблизно 68—70 мільйонів років тому у пізньому крейдяному періоді) на території сучасної південної Канади. Цей п'ятиметровий динозавр мав потужний кістяний комір і незвичайні рогові відростки, за що його навіть охрестили Хелбоєм на честь однойменного героя фільмів і коміксів.
Зовні регаліцераптос був сильно схожий на сучасних носорогів, лише незначно перевершував їх в розмірах. Шию динозавра обрамляв дуже щільний і досить великий комір, по периметру якого росли оголені кістяні відростки трикутної та п'ятикутної форми з загостреними краями.
За оборонні спроможності, також як і у більшості представників цератопсових, відповідали три роги, що розташовані на передній частині черепа. Однак їхня формула принципово відрізнялася: два маленьких роги над очима та один великий над носом. Всі відомі до цього скам'янілості рогатих ящерів мали зворотну конфігурацію: дрібний ріг над носом та два великих у верхній частині черепа. Чим була зумовлена дана особливість динозавра, палеонтологи поки достовірно не встановили. Втім, висловлювання про конвергентний хід еволюції щодо цього виду набувають все більшого схвалення в наукових колах. Річ у тім, що регаліцераптос був багато в чому схожий на іншу групу динозаврів — центрозаврових, а в історії відомо чимало випадків, коли один вид в міру еволюції починає набувати рис інших тварин, причому не обов'язково споріднених. Центрозаврові ж вимерли набагато раніше.